# Friedrich Hartmann (Heimatforscher)
Claus Peter Hinrich Friedrich Hartmann (* 31. August 1821 in Plön; † 29. März 1899 in Tellingstedt) war ein deutscher Apotheker und Heimatforscher.

## Leben und Wirken
Friedrich Hartmann war ein Sohn des Marner Apothekers Carl Friedrich August Hartmann (1783–1850) und dessen Ehefrau Marina, geborene Jochims (1792–1853). Zu seinen Brüdern gehörte der Heimatforscher Rudolph Hartmann und der Soldat und Autor Nicolaus Carl Magdalus Hartmann.
Hartmann besuchte ein Gymnasium in seiner Geburtsstadt und absolvierte anschließend ein Pharmaziestudium an der Universität Kiel. Danach arbeitete er als Provisor in mehreren Regionen Deutschlands und reiste häufig in die Schweiz und nach Italien. Am 16. September 1859 heiratete Hartmann in Preetz Ida Amalia Margaretha Sophie Wörpel (1837–1917), die aus der Kaufmannsfamilie von Konrad Wörpel und Sophia Emerantia Mackeprang stammte. Das Ehepaar bekam den Sohn Rudolph Friedrich Konrad (1860–1930), der die Apotheke seines Vaters, die dieser 1860 in Tellingstedt gekauft hatte, später übernahm.
Wie sein Bruder Rudolph beschäftigte sich Friedrich Hartmann mit der frühen Geschichte der Region Dithmarschen. Er sammelte Gegenstände aus Hühnengräbern um Tellingstedt, die das Kieler Museum für vaterländische Altertümer nicht ankaufen konnte. Stattdessen übernahm eine Einrichtung in Berlin die Exponate, die während des Zweiten Weltkriegs zerstört wurden. Auch sein berühmtester Fund, die Sonnenscheibe von Glüsing, wurde dabei nahezu vollständig vernichtet. Eine Nachbildung hiervon befindet sich heute in einem Museum in Albersdorf.